# Горації та Куріації
Горації та Куріації (лат. Horatii et Curiatii) — герої давньої римської історії VII століття до н. е.
За легендою, яку написав Тіт Лівій, билися в поєдинку під час війни між Римом та Альба-Лонгом, за часів правління Тулла Гостілія (третій цар Стародавнього Риму, правив з 673 по 642 роки до н. е.)

## Причини війни
Після смерті Нуми римляни обрали своїм царем людину по імені Тулл Гостілій. Він був повною протилежністю Нуми — молодий, гордовитий, войовничий. І як тільки став царем, почав шукати привід для війни.
«Тулл Гостілій був обраний царем за те, що надав хорошу послугу в боротьбі з сабінянами. Він оголосив війну альбанцям, яка закінчилася поєдинком трьох братів з того та іншого боку. Він зруйнував Альбу за віроломство їх вождя Меттія Фуфетія і наказав альбанцям переселитися в Рим.»

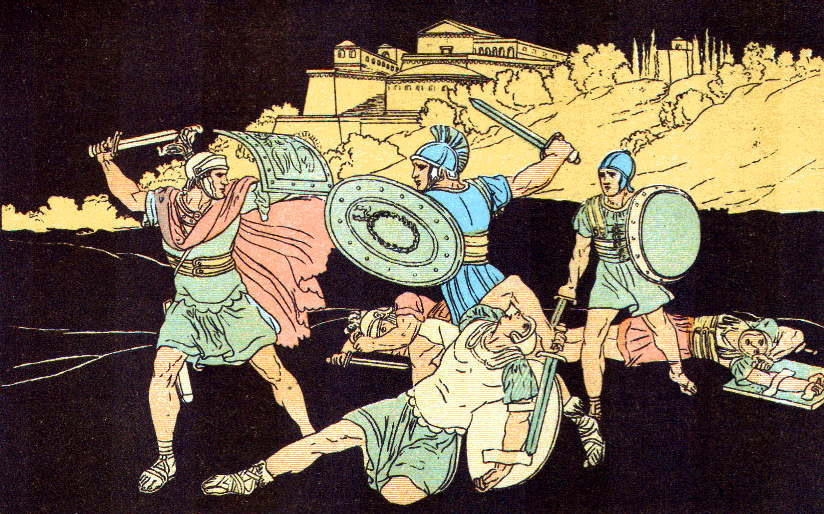
Ілюстрація А. Дж. Черча. (1896)

Все почалося з того, що пастухи з Риму посварилися з пастухами з Альба-Лонги: викрали вони один у одного худобу. Тулл Гостілій зрадів, адже це був привід для війни. Зібрав військо і вирушив у похід на Альба-Лонгу. Альбанці вийшли йому на зустріч. Неохоче йшли римські воїни в похід, адже пам'ятали про те, що з Альба-Лонги був родом Ромул, перший цар Стародавнього Риму, що два міста завжди жили мирно, а багато сімей Риму і Альба-Лонги поріднилися один з одним. Щоб покласти край цьому конфлікту, альбанский диктатор Меттій Фуфетій на переговорах з Туллом Гостілієм звертаються до воїнів-близнюків, пропонуючи їм «оголити свої мечі», кожен буде боротися за свою батьківщину.
«І він запропонував, щоб від кожного міста боролися між собою на очах у всіх альбанців і римлян троє обраних мужів. Тому як таке число найбільш підходить для вирішення будь-якого спору, бо містить в собі і початок, і середину, і кінець.»

Влада дістанеться тому, хто одержає перемогу. Заперечень ні в кого не було, вони домовилися про час і місце, де відбудеться поєдинок.
«Перш ніж почався бій, між римлянами і альбанцями був укладений договір на таких умовах: чиї громадяни переможуть в сутичці, той народ буде мирно панувати над іншим. Різні договори укладаються на різних умовах, але завжди однаковим способом. Того разу було зроблено так. Феціал кликнув до царя Тулла: „Велиш мені, цар, укласти договір з батьком-отряженним народу альбанского?“ Цар наказав, тоді феціал сказав: „Прошу в тебе, цар, потрібне для освячення“. Той у відповідь: „Візьми чистої трави“. Феціал приніс з фортеці вирваної з коренем чистої трави. Після цього він звернувся до царя, кажучи: „Цар, призначаєш ти мене з моїм начинням і товаришами царським вісником римського народу квиритів?“ Цар відповів: „Коли щось не на шкоду мені і римському народу квиритів, призначаю“. Феціалом був Марк Валерій, батьком-отряженним він призначив Спурія Фузія, торкнувшись гілкою його голови і волосся. Батько-отряженний призначається для принесення присяги, тобто для освячення договору: він вимовляє численні слова довгого закляття, яке не варто тут наводити. Потім, по оголошенні умов, він говорить: „Послухай, Юпітер, почуй, батько-отряженний народу альбанского, почуй, народ альбанский. Від цих умов, в тому вигляді, як вони всенародно від початку і до кінця оголошені по цим навощенним табличкам без злого умислу і як вони тут в цей день зрозумілі цілком правильно, від них римський народ не відступиться першим. А якщо відступиться першим за спільним рішенням і зі злим умислом, тоді ти, Юпітер, вибий народ римський так, як в цей день тут я вражаю цього кабанчика, і настільки сильніше вибий, наскільки більше твоя міць і могутність“. Сказавши це, він убив кабанчика ножем з кременя. Точно так само і альбанці через свого диктатора і своїх жерців виголосили свої закляття і клятву.»

## Боротьба Гораціїв та Куріаціїв

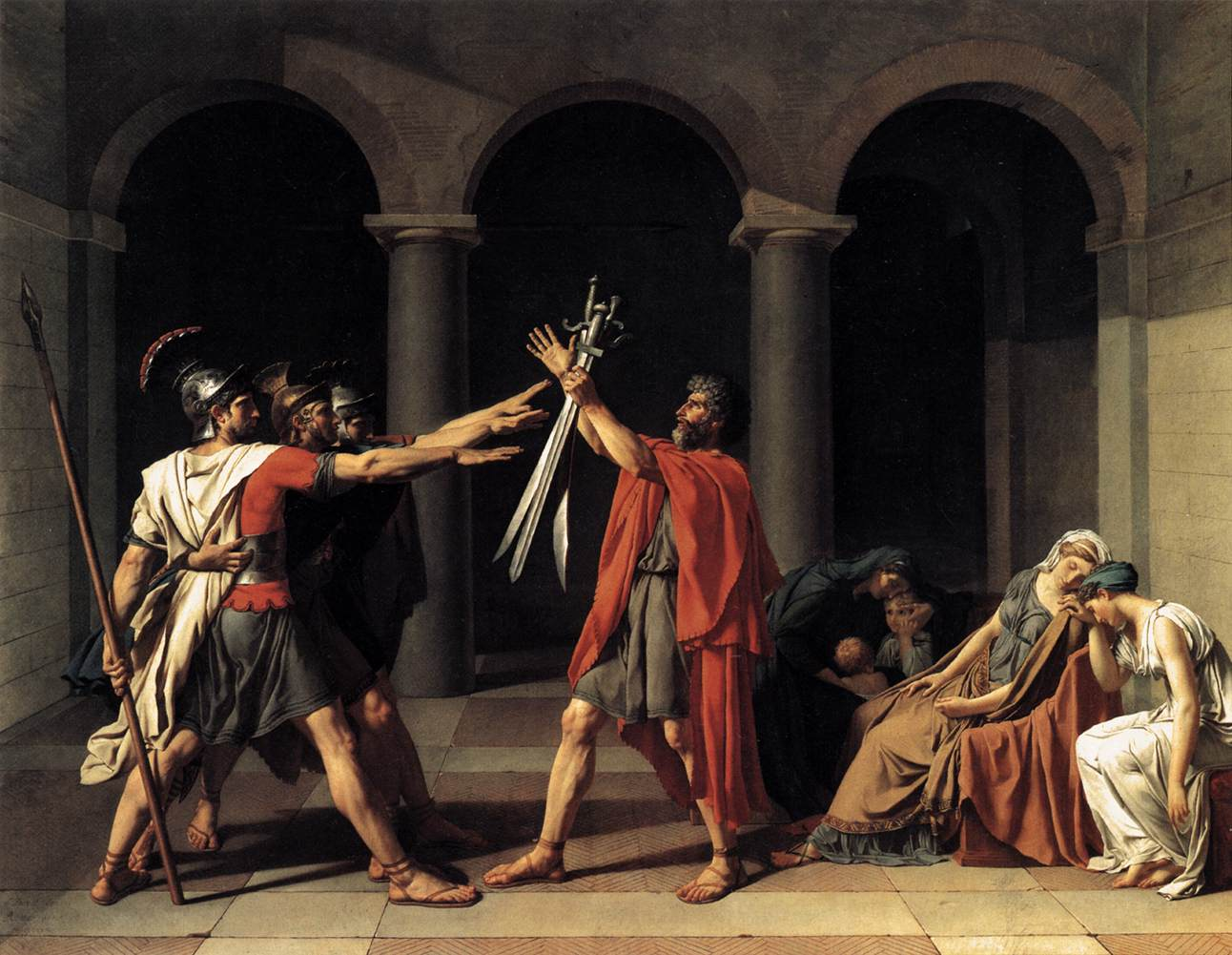
«Присяга Гораціїв» — картина Жака-Луї Давіда.

Були в римському війську три брати-близнюки на ім'я Горації, а в альбанців — рівні їм за віком брати Куріації. При чому вони були двоюрідними братами, адже їх матері — сестри-близнючки які були родом з Альба-Лонги: «Адже мати наших Гораціїв — сестра матері альбанских Куріаціїв, і немовлятами їх вигодували грудьми обидві жінки, і юнаки ласкаво приймають і люблять один одного не менше, ніж багато хто своїх власних рідних братів. Гляди ж, як би не виявилося в чомусь несправедливо роздати їм зброю і кликати їх до взаємного вбивства, при тому що вони — двоюрідні і до того ж молочні брати. Бо якщо юнаків змусять заплямувати себе взаємним кровопролиттям, тяжкість святотатства в родинних зв'язках впаде на нас, тому що ми примусили їх». У мирний час вони дружили між собою, і збиралися їх сім'ї об'єднатися: сестра Гораціїв, Камілла, незабаром мала вийти заміж за одного з Куріаціїв. Вже йшли приготування до весілля, але брати Горації пішли в похід, а їх сестра залишилася вдома, не знаючи, за кого молитися Богу, за братів чи за нареченого.
«Коли уклали договір, близнюки, як було домовлено, взялися за зброю. З обох сторін підбадьорюють своїх: на їхню зброю, на їх руки дивляться боги, батьківщина і їх батьки, всі співгромадяни — і вдома і в війську. Бійці, і від природи войовничі, і підбадьорювані криками, виступили на середину між двома ратями. Обидва війська сіли перед своїми таборами, вільні від прямої небезпеки, але не від тривоги — адже суперечка йшла про першість і результат залежав від доблесті і удачі зовсім небагатьох. У напруженому очікуванні всі почуття звертаються до видовища, яке аж ніяк не тішить око.»
Подали знак, і юнаки встали по троє один проти одного, як сходяться два війська. Зчепилися, стукнули щити, заблищали мечі, і всі, хто був на полі, затамували подих. Ось вони розійшлися, і побачили люди, що двоє братів Гораціїв впали, хоча третій стояв без єдиної подряпини, в той час як троє Куріаціїв були поранені, кожен по-своєму. Радісний крик видали альбанці, передчуваючи перемогу. Так і залишився в живих останній Горацій — Публій, оточений трьома братами Куріаціями. Хоч він був не поранений, Публій зрозумів, що не має жодного шансу встояти проти всіх трьох своїх ворогів разом. Зрозумів, що без хитрості не переможе, і зробив вигляд, ніби звертається до втечі. Вороги кинулися за ним і всім стало зрозуміло, що Публій обрав правильний шлях. Альбанці переслідували його настільки швидко, наскільки їм дозволяли їхні поранення. Саме на такий розвиток подій Горацій і розраховував. Обернувшись, він побачив що Куріації вже знаходяться досить на великій відстані один від одного. Його план спрацював ідеально. Він повернувся і здійснив люту атаку на першого, найменш пораненого Куріація і вбив його. Перш ніж встиг підійти останній, Горацій покінчив з другим братом. Останній Куріацій був фізично виснажений від своїх поранень та довгого бігу. Його надія була розбита, спостерігаючи, як вмирають обоє братів. Він добровільно підставився під удар. Горацій з переможним криком встромив меч в горло Куріація, і лад римлян відповів йому радістю. Потім в знак перемоги Горацій зірвав з переможеного його плащ і зброю.
«І то не було боєм. Римлянин вигукує, радіючи: „Двох я приніс в жертву тіням моїх братів, третього віддам на жертовник того діла, заради якого йде ця війна, щоб римлянин панував над альбанцем“. Ударом зверху встромляє він меч в горло противнику, який ледь тримає щит; з полеглого знімає обладунки.»

## Повернення додому

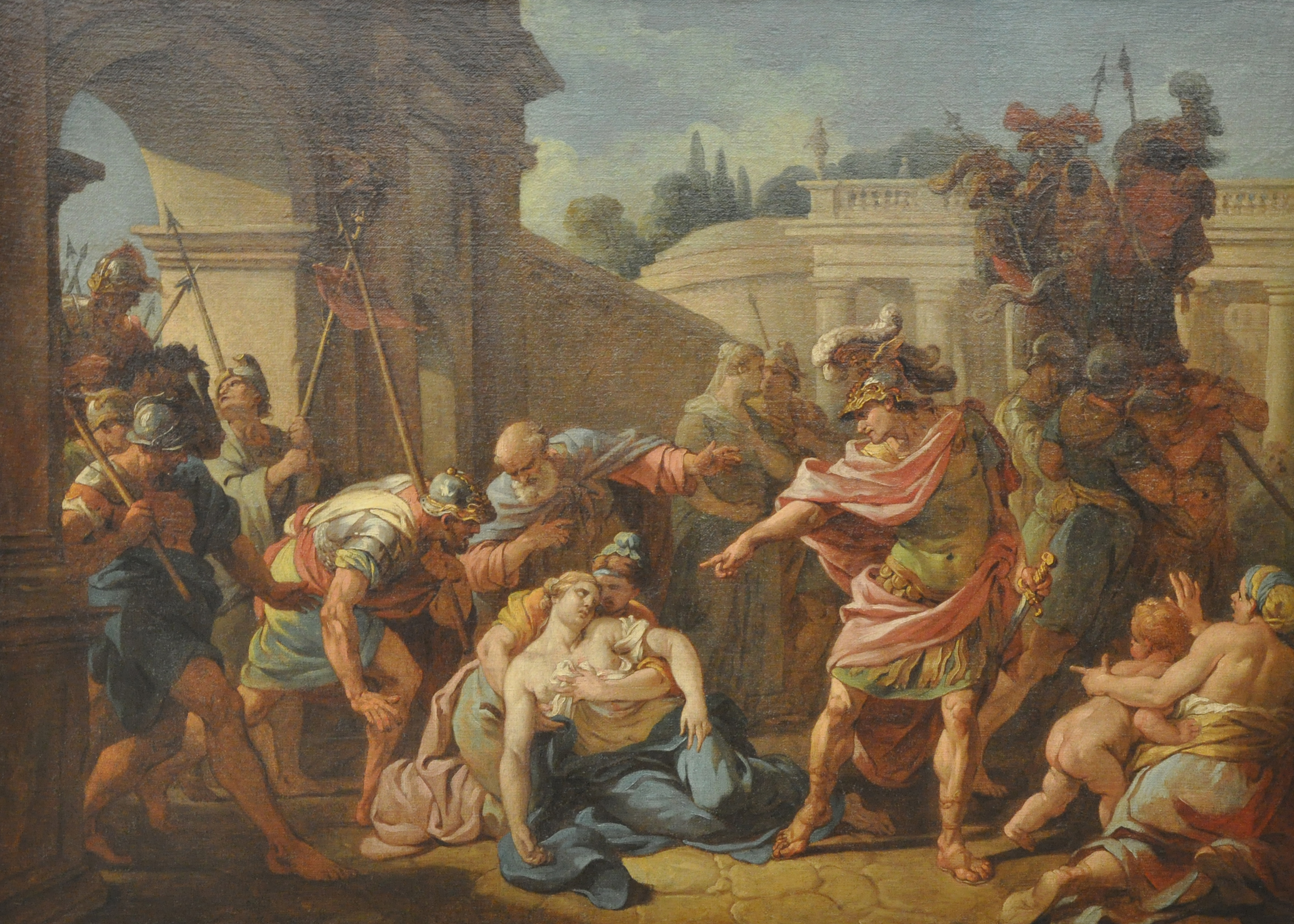
Публій Горацій після вбивства своєї сестри.

З перемогою римляни повернулися в місто. Біля Капенських воріт стояла Камілла, (в античних джерелах немає жодної згадки про ім'я дівчини, але в подальших переказах її іноді називають Каміллою) вона чекала щоб дізнатися чим скінчиться бій. Побачивши троє обладунків, свого брата, а на його плечах плащ нареченого, який зшила сама, вона все зрозуміла. Розпустивши волосся і б'ючи себе в груди, вона заридала. Публія Горація засмутило те, що вона стала оплакувати ворога, а не загиблих в бою братів. Він схопив свою зброю, на якій ще залишилася ворожа кров і вдарив сестру прямо в серце. 
«Вихопивши меч, він заколов дівчину, вигукнувши при цьому: „Вирушай до нареченого зі своєю любов'ю! Ти забула про братів — про мертвих і про живого, — забула про батьківщину. Нехай загине всяка римлянка, що стане оплакувати ворога!“»

Народ був у жаху від побаченого. Вони вважали це чорним ділом. Горація схопили і привели до царя. По закону його повинні стратити, не зважаючи на те що нещодавно він приніс перемогу стародавньому Риму. Тулл Гостілій не став нести відповідальність за такий вирок і подальшу страту героя, та оголосив, що передає справу Горація на суд дуумвірів, двох суддів, щоб ті винесли йому належний вирок: 
«Совершившего тяжкое преступление да судят дуумвиры; если он от дуумвиров обратится к народу, отстаивать ему свое дело перед народом; если дуумвиры выиграют дело, обмотать ему голову, подвесить веревкой к зловещему дереву, засечь его внутри городской черты или вне городской черты». Таков был закон, в согласии с которым были назначены дуумвиры. Дуумвиры считали, что закон не оставляет им возможности оправдать даже невиновного. Когда они вынесли приговор, то один из них объявил: «Публий Гораций, осуждаю тебя за тяжкое преступление. Ступай, ликтор, свяжи ему руки». Ликтор подошел и стал ладить петлю. Тут Гораций, по совету Тулла, снисходительного истолкователя закона, сказал: «Обращаюсь к народу».
Після цього діло було передано на розгляд народу. На суді батько Горацій все таки зміг оправдати свого сина. Він заявив що його дочка була вбита по праву, також на захист свого сина він розповів про недавню перемогу і попросив їх пощадити свого останнього сина, що вижив (його четвертий син, брат Горація, теж помер).

Обійнявши юнака та вказуючи на обладунки Куріаціїв, батько сказав: 

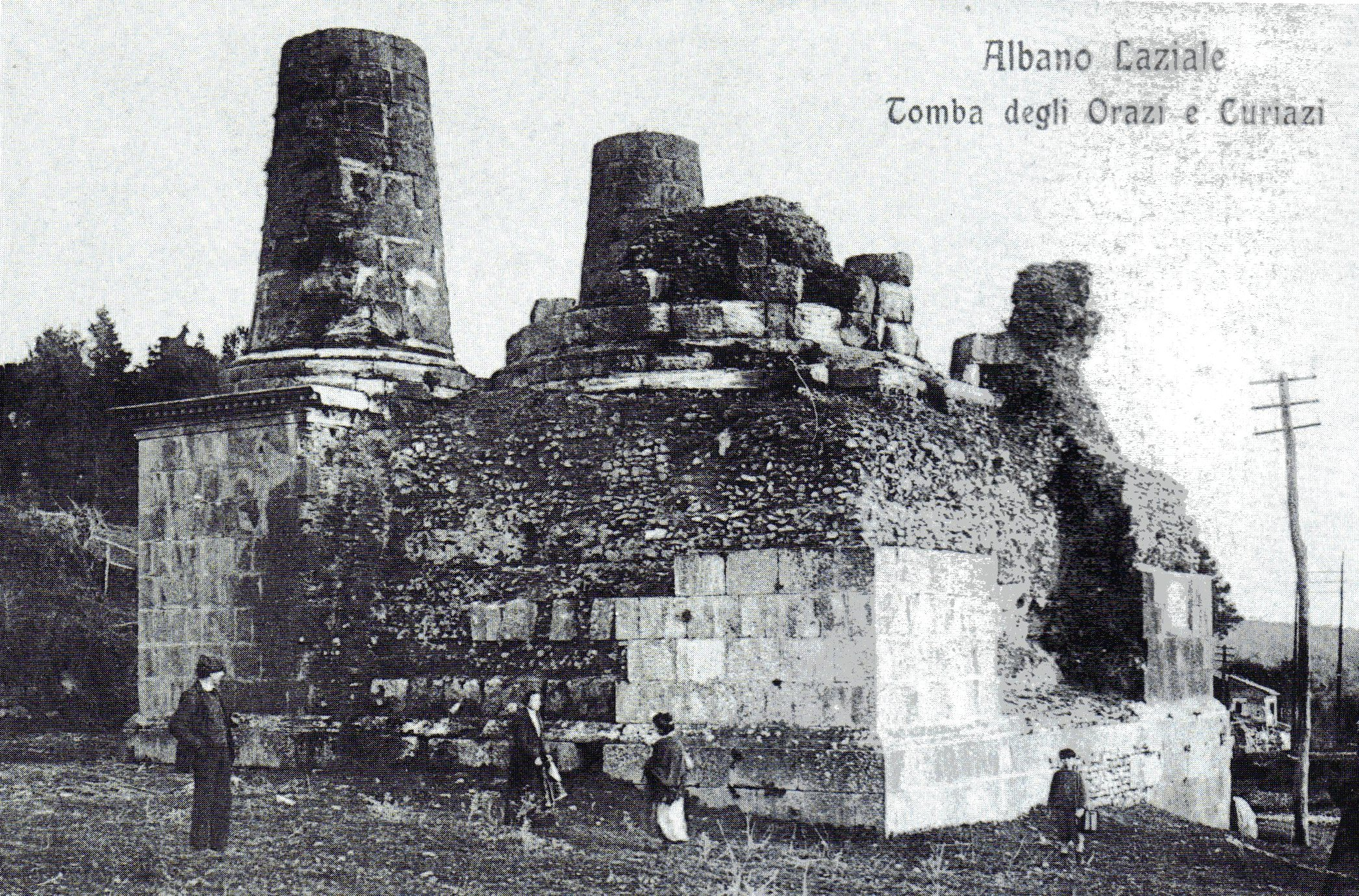
Гробниці Гораціїв та Куріаціїв.

«Неужели, квириты, того же, кого только что видели вступающим в город в почетном убранстве, торжествующим победу, вы сможете видеть с колодкой на шее, связанным, меж плетьми и распятием? Даже взоры альбанцев едва ли могли бы вынести столь безобразное зрелище! Ступай, ликтор, свяжи руки, которые совсем недавно, вооруженные, принесли римскому народу господство. Обмотай голову освободителю нашего города; подвесь его к зловещему дереву; секи его, хоть внутри городской черты — но непременно меж этими копьями и вражескими доспехами, хоть вне городской черты — но непременно меж могил Куриациев. Куда ни уведете вы этого юношу, повсюду почетные отличия будут защищать его от позора казни!»
 Народ було переконано: «його виправдали швидше з захоплення доблестю, ніж по справедливості». Таким чином переможець Куріаціїв залишився в живих. Довго ще після того поєдинку показували подорожнім кам'яні гробниці Куріаціїв, похованих прямо на місці загибелі, а біля самих стін Риму — викладену з тесаного каменю гробницю сестри Гораціїв. І хоча шанували в Римі подвиг Горація, ніхто не наважувався сказати, що вчинив він зі своєю сестрою по справедливості.

## Аналіз істориків
На думку Жоржа Дюмезіля, який присвятив темі окрему монографію, це не історія, а міф, і цей міф сходить до індоєвропейської традиції. Він вказує, що численні згадки у римській легендарній історії фігур, які носять ім'я «Горацій» (наприклад, історія про Горація Коклеса) мають загальну рису. Усі оповідання стосуються одиночних бійців, які здійснюють подвиги надзвичайної майстерності. Повторення цих історій, вважає Дюмезиль, вказує на залишки ритуальної функції. Крім того, згідно його аналізу, індоєвропейські битви характеризуються використанням контрольованої спрямованої люті — furor, і, саме завдяки впадання в цю лють, Публій Горацій перемагає в поєдинку (а потім, не відійшовши від цієї люті, вбиває сестру). Легенда про Горація розповідає про використання стану furor давніми римськими воїнами, з розвитком військової справи і зростанням професійної армії ця практика була припинена. Ця практика стала можливою спочатку за допомогою ініціюючого ритуалу, який давав силу фурору посвячуваємому, а потім завдяки «ліквідації фурору шляхом занурення», що послідував за його використанням. Обряд Tigillum sororium, повторюваний щорічно в жовтні, — імовірно споріднений ритуалу очищення, що проводився римськими арміями, що повертаються в місто після літньої кампанії. Історію із зустріччю з сестрою Публія біля воріт він пояснює паралеллю з міфу про Кухуліна: там його виводять зі стану бойової люті тим, що його зустрічають роздягнені дівчата. Кухулін зніяковіло відводить очі, і в цей момент його скручує рідня і остуджує холодною водою. Він досліджує структурні відповідності між розповідями про битву проти «потрійного противника» в римської, індоєвропейської, индоіранській і індіанської канадської міфології. Потрійний противник часто представлений як три брати, але також і як триголовий монстр в індійській і іранській міфології. Дюмезиль робить висновок, що це все — елементи стародавнього військового міфу про ініціювання. Він додає римський процес перетворення міфу в «історію» також пов'язаний з процесом гуманізації. Перетворення люті воїна в гнів людини призвело до зміщення центру ваги, що спровокувало роз'єднання і повторне артикулювання епізодів. Він стверджує, що вбивство Горації є необхідним сюжетним доповненням до поєдинку, і знаходить аналоги такої структурної амбівалентності щодо ролі воїна в ряді міфів з інших індоєвропейських культур. Як у багатьох інших міфах, герой стає одночасно рятівником держави і вбивцею.
Ендрю Фельдхер, аналізуючи історію складання римської концепції батьківщини (патрії) і патріотизму, приходить до висновку, що ця історія є однією з ключових в конструюванні цієї ідеї для римлян. Він вказує, що розповідь Лівія про тривогу глядачів, що спостерігають за поєдинком, сходить до дуже відомої літературної моделі — опису Фукідідом битви в гавані Сиракуз, де сухопутні армії можуть тільки спостерігати за тим, як морський бій вирішує їхню долю. Однак Лівій, на відміну від Фукідіда, пожертвував правдоподібністю: в грецькому оповіданні глядачі переживають, оскільки не бачать повністю всю ситуацію і не знають, що відбуваються, римські ж спостерігачі в курсі всього поєдинку. Вчений вказує, що коли Горацій вбиває сестру, нація відвертається від нього. Спочатку конфлікт між Публієм і сестрою, мабуть, заснований виключно на протистоянні сім'ї і держави, яке, в свою чергу, залежить від гендерних відмінностей: жінка розглядає подію тільки з точки зору сімейних зв'язків і особистої прихильності, в той час як армія, що складається тільки з чоловіків, захищає перспективи нації. Сам акт вбивства сестри порушує як закони держави, так і структуру влади в сім'ї: тільки батько сімейства володіє законним правом на життя і смерть над нею. Однак, на думку брата, дівчина однаково не вірна сім'ї і державі.
Відмова дівчини від своїх братів через вірність своєму майбутньому чоловікові висловлює потенційний конфлікт для будь-якої римської нареченої в той момент, коли вона переходить з сім'ї своїх братів в підпорядкуванні свого свекра; і в цьому відношенні дії героїні можна розуміти як ілюстрацію напруженості, яка лежить виключно в сфері сім'ї. Горацій і його сестра проваджені різними сімейними орієнтирами. Також він пише, що трійнята виступали в ролі і жерців і жертвопринесення.
На думку історика О. Коптєва, оскільки римляни спочатку вважалися теж вихідцями з Альба-Лонги, поєдинок, можливо, знаменував якийсь перелом у розвитку родових відносин. Гентіліціі обох супротивників, при цьому, вказують на зв'язок з сабінами: «Горації» сходять до імені богині Гори (аналог Юнони), «Куриації» мають багато споріднених слів у сабінській мові. «Ймовірно, в цьому криється причина розгубленості традиції при визначенні батьківщини учасників поєдинку»
Коптєв пише, що то збіг, що обидві групи поєдинщиків були ровесниками і близнюками — ймовірно, це є результатом пізньої літературної обробки. Скоріш за все, брати (якщо вони існували) були просто народжені з невеликим інтервалом.
Існує припущення, що вони також належали до особливо привілейованої групи дітей своїх батьків («тріада соціальних дітей»), що було пов'язано з передачею титулу рекса. «Мабуть, це були не випадкові воїни, а якісь реальні представники молодшого покоління правлячих в Римі і Альбі династій, або їх священні заступники, на що вказує сакральний зв'язок і тих, і інших з Юноной. Призом за перемогу була царська влада в Римі».
Дослідник також припускає, що причиною війни була не крадіжка худоби, а кінець 24-річного терміну правління римського царя Туллія Гостілія, по завершення якого він повинен був передати корону своєму наступнику. Ним повинен був стати один з Альбанских Куріаціїв, заручений з сестрою Гораціїв. Однак, продовжуючи лінію Ромула на зв'язок з сабінами, Туллій Гостілій відмовився чи то скласти з себе владу (ймовірно, орієнтуючись на прецедент Ромула і Нуми), то чи не хотів передавати її мавшого на неї право представнику альбанців.
Поєдинок повинен був оголосити волю богів. Але форма поєдинку була обрана відповідна соціально-потестарной уявленням епохи. Перемога Гораціїв виключила тріаду Куріаціїв з числа претендентів на роль римського рекса і забезпечила Туллію Гостілію продовження царювання ще на одне восьмиліття.
Нарешті, Коптєв вказує, що фігура сестри Гораціїв і тема її заручин також, за однією з версій, пов'язана з питанням передачі царської влади, яка проводилася через брак. Одруження спадкоємця розглядалося як головний ритуал прийняття титулу, носієм якого за законом була його дружина. Матері обох трійнят, можливо, мали особливе становище — їх діти були спадкоємцями царських титулів: «альбанські юнаки в якості женихів римських наречених в Римі, а римські — в Альбі. По завершенні 24-річного терміну старшої тріади в Римі влада повинна була перейти від покоління матерів до покоління дочок, першою представницею якого була Горація». Її чоловіком повинен був стати один з Куріаціїв. Тулл Гостілій міг це не допустити, по-перше, фізичним усуненням нареченого, по-друге, не давши дівчині вийти заміж взагалі. «З точки зору правових норм архаїки, вбиваючи сестру, Горацій таким чином забезпечував право на титул своєму майбутньому сину», яке міг забрати потенційний син його сестри. У латинських авторів не згадується, щоб хтось із Гораціїв одружився з дівчиною з Куріаціїв, таким чином, це не «перехресно-кузенний шлюб». Можливо, це «трьохродовой союз», тоді третій рід у цій шлюбній системі — Гостілій (рід царя). «Тулл Гостілій, мабуть, був одружений з однією з Горацій і діти її — близнюки Горації — були його племінниками, тобто більш близькими в ту пору спадкоємцями, ніж рідні сини. У цьому випадку правове навантаження легендарного вбивства сестри Горацієм-переможцем полягала в тому, що воно переривало жіночу лінію включену в кільцевий союз царського роду». Наступним царем став Анк Марцій, який одружився з дочкою Тулла Гостілія. Сам Горацій, осквернивши себе вбивством сестри, вже не міг претендувати на титул царя.

## В мистецтві

### Образотворче мистецтво
- «Присяга Гораціїв» — картина Жака-Луї Давіда (1784). (В античних джерелах немає відомостей про таку клятву).
- «Смерть Камілли, сестри Горація» — картина Федора Бруні (1824).[13]
- Зал Гораціїв та Куріаціїв в Капітолійських музеях, фрески.[14]
- Знамениті античні скульптури Вмираючий галл, Гігант, Амазонка і Перс після знахідки в XVI столітті вважалися зображенням Гораціїв і Куріаціїв[15]

### Театр, кіно
- «Горацій» — трагедія Корнеля (1640). (Переклав М. Риков).[16]
- «Горацій» — опера Сальєрі (1786)
- «Горації і Куріації» — опера Чімарози (1796)[17]
- «Горації і Куріації» — опера Саверіо Меркаданте (1846)
- «Горації і Куріації» — п'єса Бертольта Брехта
- «Горації і Куріації» («Дуель чемпіонів») — фільм 1961 року (Італія, Югославія)